# Новопушкинское муниципальное образование
Новопушкинское муниципальное образование — сельское поселение в Энгельсском районе Саратовской области Российской Федерации.
Административный центр — посёлок Пробуждение.

## История
Образовано Законом Саратовской области от 27 декабря 2004 года № 106-ЗСО «О муниципальных образованиях, входящих в состав Энгельсского муниципального района»
Законом Саратовской области от 16 мая 2013 года № 71−ЗСО Коминтерновское и Новопушкинское муниципальные образования преобразованы путём их объединения во вновь образованное муниципальное образование «Новопушкинское муниципальное образование Энгельсского муниципального района Саратовской области» наделённое статусом сельского поселения.

## Население
| 2010    | 2011    | 2012    | 2013    | 2014    | 2015    | 2016    |
| ------- | ------- | ------- | ------- | ------- | ------- | ------- |
| 8608    | ↘8591   | ↗8655   | ↗8734   | ↗16 400 | ↗16 614 | ↗16 658 |
| 2017    | 2018    | 2019    | 2020    | 2021    |         |         |
| ↘16 654 | ↘16 611 | ↘16 439 | ↘16 308 | ↘16 182 |         |         |

## Состав сельского поселения
| №  | Населённый пункт           | Тип населённого пункта          | Население |
| -- | -------------------------- | ------------------------------- | --------- |
| 1  | Анисовский                 | посёлок                         | →1369     |
| 2  | Голубьевка                 | посёлок                         | ↘202      |
| 3  | Долинный                   | посёлок                         | ↘100      |
| 4  | Коминтерн                  | посёлок                         | ↗2314     |
| 5  | Лебедево                   | железнодорожная станция         | 79        |
| 6  | Лощинный                   | посёлок                         | ↘1155     |
| 7  | Новопушкинское             | посёлок                         | ↗3514     |
| 8  | Посёлок имени Карла Маркса | посёлок                         | ↘2605     |
| 9  | Придорожный                | посёлок                         | ↗1602     |
| 10 | Пробуждение                | посёлок, административный центр | ↘3414     |

## Органы местного самоуправления
Высшее должностное лицо — Глава Новопушкинского муниципального образования Бубнова Ольга Григорьевна (р. 1959), с сентября 2013 года, возглавляет представительный орган местного самоуправления — Совет депутатов Новопушкинского муниципального образования (состоит из 16 депутатов, избираемых на 5 лет).

## Официальные символы
Новопушкинский сельский Совет своим решением от 22 марта 2006 года № 29/09
«Об использовании официальной символики Энгельсского муниципального района Саратовской области» решил использовать в качестве официальных символов Новопушкинского муниципального образования герб и флаг Энгельсского муниципального района.